# Gustoća energije
Pojam gustoće izvorno je vezan za gustoću tvari, gdje je gustoća tvari određena omjerom mase neke tvari i njezina obujma, a izražava se u Međunarodni sustav mjernih jedinica kg/m3. Širenjem saznanja iz elektromagnetizma i elektrostatike uvedeni su novi, dodatni pojmovi gustoće te na sličan način možemo razmatrati gustoću magnetskog toka ili gustoću energije sadržane u električnom polju. 
Pojam gustoće koristi se u još širem smislu za izražavanje gustoće energije sadržane u tvarima ili napravama. Gustoća energije u tom smislu izražava kolika se količina toplinske energije može osloboditi izgaranjem neke količine plina ili ugljena, ili koliku količinu električne energije može u sebi pohraniti, na primjer akumulator. Gustoću energije prema potrebi izražavamo u J/m3, J/kg ili kWh/m3, kWh/kg ili kWh/l (kWh/litri).

## Energija sadržana u tvarima
Pojam gustoće energije neposredno povezuje količinu nekog energenta s cjelokupnom količinom toplinske energije koja se može dobiti izgaranjem tog energenta. Na taj način je lako uspostaviti neposrednu vezu između raspoloživih zaliha ugljena, plina ili nafte s jedne strane i zaliha energije s druge strane. 

### Prirodni plin
Prirodni ili zemni plin sadrži između 9,26 i 11,49 kWh/m3 toplinske energije. Čisto izgara i u zrak ispušta niske količine štetnih sastojaka. Smatra se trenutno najjeftinijim i najkvalitetnijim energentom, posebno prikladnim za širu upotrebu u kućanstvima.

### Ulje za loženje
Ulje za loženje prilikom izgaranja daje oko 10,3 kWh/l toplinske energije. Lako se transportira i prikladno je za korištenje svugdje gdje nema plina. Nedostatak mu je relativno visoka cijena i izvjesnoj mjeri štetan utjecaj na okoliš.

### Tekući plin
Tekući plin koji se pohranjuje u posebnim spremnicima sadrži otprilike 12,8 kWh/kg toplinske energije. Jeftiniji je i ekološki prihvatljiviji od ulja za loženje. Šira upotreba tekućeg plina se tek očekuje.

### Ogrjevno drvo
Ogrjevno drvo prilikom izgaranja daje između 4 i 5 kWh/kg toplinske energije, ovisno o vrsti i kvaliteti drva. Premda je po cijeni najjefiniji energent, sagorijevano u pećima starije izvedbe pruža nizak faktor toplinskog iskorištenja uz razmjerno porazan utjecaj na okoliš.

### Smeđi ugljen
Smeđi ugljen kao najlošija vrst ugljena sadrži samo oko 4 kWh/kg toplinske energije, dok kameni ugljen pri izgaranju daje znatno veću toplinsku energiju. Premda su zalihe ugljena u svijetu razmjerno vrlo velike,  količine opasnih nusprodukata čini ga podobnim samo za upotrebu u termoelektranama s odgovarajućim filterima gdje može izgarati uz optimalne uvjete.

## Energija sadržana u napravama
Razmatrajući područje pohrane električne energije koje u energetskoj budućnosti postaje sve zanimljivije, gustoća električne energije može se razmatrati kao omjer pohranjene energije u, na primjer, akumulatoru ili kondenzatoru i mase samog akumulatora, odn. kondenzatora.

### Olovni akumulator
Klasični olovni akumulator može pohraniti otprilike 30-40 Wh/kg električne energije, što ovisi o održavanju i tehnologiji izrade akumulatora. Ovakva koncentracija energije dostatna je za višesatnu opskrbu potrošača manje snage (priključak fluorescentne rasvjete, radio i TV aparata posredstvom odgovarajućeg DC/AC pretvarača napona) no nije dostatna da osigura odgovarajuću autonomiju kretanja osobnih vozila kao što je automobil.

### Litij-ionski akumulator
Litij-ionski akumulator naprava je koja tek ulazi u širu upotrebu. Gustoća koncentrirane električne energije dosiže 160 Wh/kg, a očekuje se da će se daljnjim razvojem tehnologije litij-ionskih akumulatora moći pohraniti i znatno veća količina električne energije uz duži vijek trajanja akumulatora i nižu cijenu čime bi se ostvario i jedan od posljednjih preduvjeta za širu proizvodnju i upotrebu automobila na električni pogon.

### Električni kondenzator
Energiju možemo u njezinu električnom obliku pohraniti i u električnim kondenzatorima. U zadnjih desetak i nešto više godina učinjen je izrazito velik tehnološki napredak usmjeren na poboljšanje karakteristika električnih kondenzatora, naročito u smjeru povećanja nazivnog električnog kapaciteta kondenzatora, tako da se u ovom trenutku proizvode kondenzatori s kapacitetom i većim od nekoliko 1000 F. Gustoća pohranjene energije po kilogramu težine trenutno tek sustiže gustoću energije u litij-ionskim baterijama, no razmatrajući jednostavnost, pouzdanost, cijenu, broj mogućih ciklusa punjenja/pražnjenja i životni vijek te gustoću električne snage koja već sada dosiže 10 kW/kg, kondenzator bi uskoro mogao postati jednom od mogućnosti za pohranu električne energije.